# Dunhuang
Dunhuang (en xinès: 敦煌, també escrit com 燉煌 fins als inicis de la dinastia Qing; en pinyin: Dūnhuáng) és una ciutat situada en un oasi de la prefectura de Jiuquan, a la província de Gansu, a la República Popular de la Xina. El 2010 tenia una població de 186.027 habitants. La ciutat és prop de l'encreuament de les rutes nord i sud de la ruta de la Seda i, per tant, va ser una ciutat d'importància militar. Hi ha un cràter a Mart amb el nom de la ciutat.
El centre de la ciutat de Dunhuang està relativament desenvolupat, incloent molta activitat comercial i molts hotels. Llibreries i botigues de records tenen a la venda material relacionat amb les coves de Mogao i la història de la regió. Hi ha un mercat nocturn, molt popular entre els turistes, on es venen objectes de record, incloent-hi els típics objectes de jade, joies, manuscrits, penjolls, petites escultures i coses per l'estil. Un respectable nombre de minories de la Xina acostumen a fer negocis en aquest tipus de mercat. També es poden trobar unes postres típiques de l'Àsia central confeccionades a base de fruita seca i fruita confitada, que són tallades en llesques, segons els gust del client.

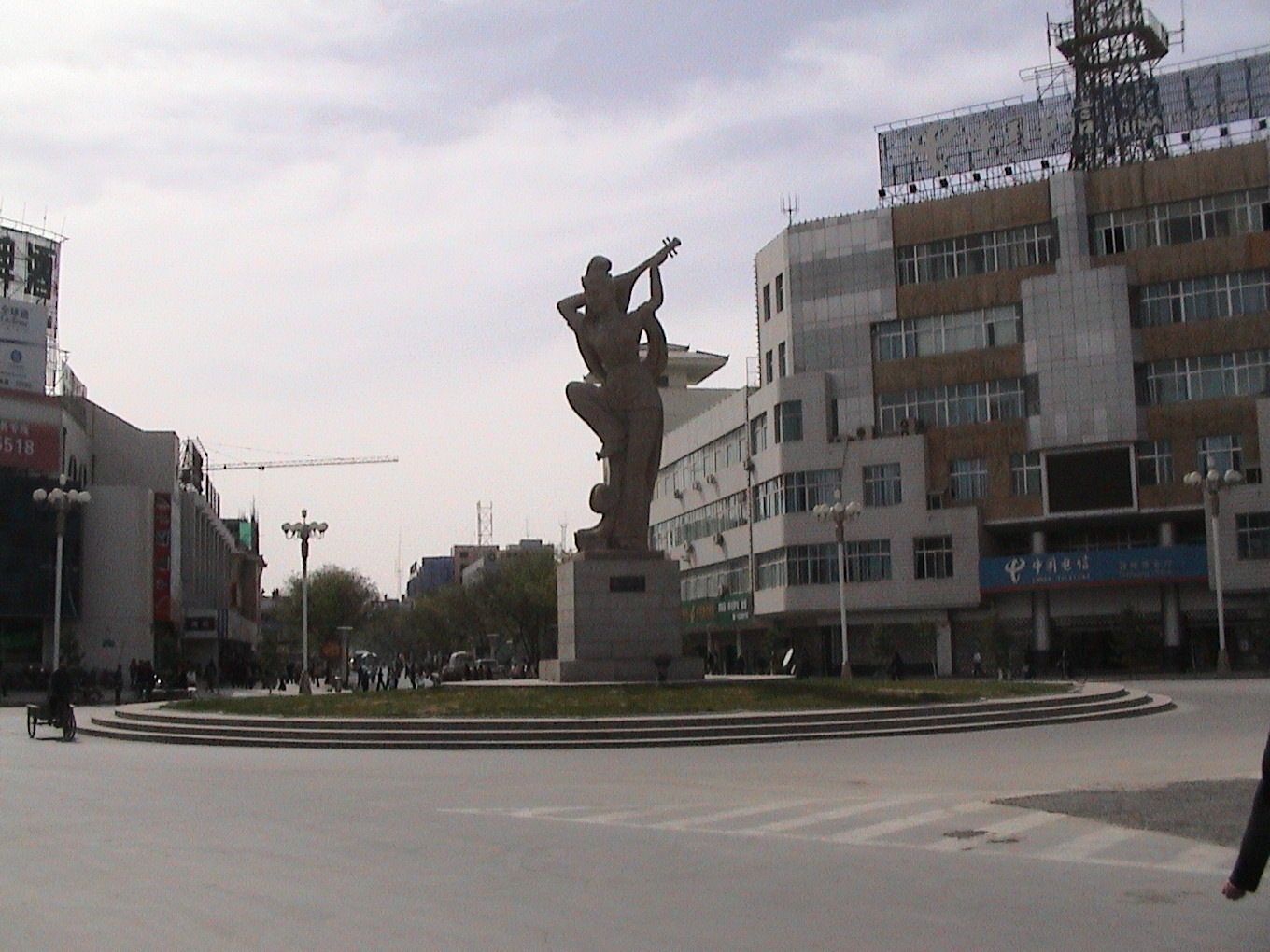
Art públic a Dunhuang

Durant segles, els monjos budistes de Dunhuang varen recollir escriptures de l'oest i molts pelegrins que varen passar per la zona varen pintar murals a dins de les coves de Mogao o coves dels mil Budes. També s'ha trobat un petit nombre d'objectes cristians dins les coves (vegeu Sutras de Jesucrist), testimoni de la gran varietat de gent que circulava per la ruta de la Seda. Avui, aquest indret és una important atracció turística i l'objecte d'un projecte arqueològic. Un gran nombre de manuscrits i objectes trobats a Dunhuang han estat digitalitzats i posats a disposició del públic mitjançant l'International Dunhuang Project. Sacsejat per diferents onades d'invasions, Dunghuang va ser independent, així com sota la dominació de la Xina i del Tibet. Dunhuang va passar a ser una prefectura al 117 aC sota l'emperador Han Wudi i va ser un important punt d'intercanvi entre la Xina i el mont exterior durant les dinasties Han i Tang.